# Dennis Töllborg
Roy Dennis Töllborg, (ursprungligen Strömbom) född 27 december 1953 i Annedals församling i Göteborg, är professor i rättsvetenskap och praktiserar också aktivt juridik.

## Biografi
Töllborg föddes i Annedal i Göteborg. Delar av uppväxten har han beskrivit i boken Sorg 2.1. Han präglades av den arbetarlitteratur han läste som ung, och framhåller Jan Fridegård och Vilhelm Moberg som förebilder under den tiden.

### Karriär
Under studietiden blev Töllborg uppmanad av en professor att börja forska och avlade jur.kand.-examen 1978.
Han blev juris doktor 1986 med avhandlingen Personalkontroll. Senare skrev han om Leanderfallet, där en snickare blev avskedad från Marinmuseum i Karlskrona på grund av att han funnits i Säpos register.
1987 blev han docent i rättsvetenskap vid Lunds universitet. Under den perioden skrev han studentlitteratur, inklusive en bok om processrätt och en bok om arbetsrätt med Mats Glavå, men även andra juridiska böcker.
Han tillträdde 1996 som professor i rättsvetenskap vid Göteborgs universitet. Under åren som professor betraktades Töllborg som "stridbar", "obekväm" och "mot strömmen". Han kritiserade bland annat domen mot Håkan Jaldung efter Göteborgskravallerna, mot Göteborgs universitet om dåligt skött ekonomi och justitieminister Thomas Bodström för dennes iver att övervaka medborgarna.
Mellan 1998 och 1999 var Töllborg kolumnist i Metro.
2006 lämnade Töllborg sin tjänst som professor på Göteborgs universitet i samband med att advokaten Claes Lundblad blivit utsedd till gästprofessor efter att advokatbyrån Mannheimer Swartling betalat tjänsten, något som Töllborg uppfattat som att universitetet sålt professorstitlar. Istället erbjöds Töllborg en tjänst vid GRI, Gothenburg Research Institute. 
Från 2008 var han vice ordförande i Human Rights Development Initiative.
År 2010 blev han ombedd av polisen att utreda internutredningsverksamheten och anställdes på deltid hos polisen.
2014 skrev Töllborg en debattartikel i Göteborgs-Posten om korruptionen i Göteborg, något som blev startskottet för partiet Öppna Göteborg. Partiet misslyckades att komma in i kommunfullmäktige i valet samma år. 2015 avgick partiledaren Holger Wassgren efter internt bråk med bland annat Töllborg.
2016 köpte Töllborg utgivningsbeviset och rättigheterna till den år 1985 nedlagda Göteborgs Handels- och Sjöfartstidning och gav ut ett nummer hösten 2016.

### Familj
Dennis Töllborg är sedan 1982 gift, och har två barn.

### Redaktör
- Europaprocess: Sverige inför rätta i Europadomstolen (1. uppl.). Malmö: Liber. 1989. Libris 7271779. ISBN 91-40-30858-8
- National security and the rule of law. Skrift / Centrum för Europaforskning, Göteborgs universitet ; 5. Göteborg: Centrum för Europaforskning, Univ. 1997. Libris 2475629
- Democracy, law and security: internal security services in contemporary Europe. Aldershot: Ashgate. 2002. Libris 8833644. ISBN 0-7546-3002-1 - Tillsammans med Jean-Paul Brodeur och´Peter Gill.
- Gubbe! En sustainable genuskorrekt modernt digital hyllning till Håkan Hydén från några vänner. Göteborg: SPC Swedlaw stella-bianca. 2012

### Längre vetenskapliga artiklar
(Enbart längre publicerade i nationella eller internationella vetenskapliga tidskrifter)
1. Vem är farlig? (Retfærd 1980)
2. Att ersätta en ideologi med en annan (Tidskrift, utgiven av juridiska föreningen i Finland 1982)
3. Den svenska säkerhetspolisen (SÄPO) (Retfæard 1982)
4. Hopplöshetens Hotell. (Stencil, Juridiska fakulteten, Lunds Universitet och Vetenskapsteoretiska institutionen, Göteborgs Universitet 1982/83)
5. Critical Theory and Legal Science (ARSP 1985)
6. Europadomstolen och det tyska yrkesförbudet (Retfærd 1987)
7. Europadomstolen och det svenska yrkesförbudet (Retfærd 1987)
8. Vad är goda argument värda? (Festskrift till prof. Lars D Eriksson 1988, red. Tuori)
9. Turen gynnar det öppna sinnet (Retfærd 1989)
10. Parlamentarismen och rättsstaten (JT 1992)
11. Företagshemligheter, konkurrensklausuler och yttrandefrihet (SvJT 1993)
12. Arbetsdomstolens samhälleliga funktioner (JT 1994, tills. med Glavå)
13. Under Cover. The Swedish Security Police (I antologi Kluwer, Police Surveillance in Comparative Perspective, ed. Fijnaut och Marx 1995)
14. Medinflytande i koncerner (TfR 1995)
15. Några reflektioner rörande relationen vetenskap/praktik inom juridiken (JT 1996)
16. Den säkerhetspolisiära verksamhetens särdrag (Materialisten 1996)
17. Värden, underliggande normativa strukturer och rationalitet (Retfærd 1996)
18. Some hypothesis on significant features for security policing (I Töllborg (ed) National Security and the Rule of Law 1997)
19. The Leander case in reflection when we know the true story (i Töllborg (ed) National Security and the Rule of Law 1997)
20. Réflexions sur les limites de la transparance démocratique (IHESI 1997)
21. "Skit i lagen?" (Skriftserie vid rättsociologiska institutionen i Lund, red Hydén 1998)
22. Law as Value (ARSP 1999)
23. Wire tapping in Sweden (rapport till Helsingfors-kommittén 1998)
24. Security Clearance in Sweden: Law and practice (rapport till Helsingforskommittén samt Europarådet 1999)
25. På ryska: Om problem och förutsättningar för effektivt användande av buggning, telefonavlyssning etc (i nr 12[49] utgiven av ISHR/NGO Ukraina)
26. Om detta må Ni inte berätta (I festskrift till Anna Christensen, 2000)
27. Värdesystemets parasiter. (Stiftelsen Torgny Segerstedts Minne)
28. National Security in Sweden (2002)
29. And what about Anne Frank...(rapport rörande ett European Criminal Record, 2001)
30. Lika brott, olika straff (Ordfront magasin 1-2/2002)
31. TAPAS - transparence. Rapport 2002
32. Har änglar vingar? (Materialisten 3-0
33. Integritetsfrågor i arbetslivet, anmälan av akademisk avhandlingav Annamaria Westregård, JFT nr 4-5/20
34. Blinded by the light. DCAP Oslo september 2003
35. Under Cover. Res Publica nr 59/2003.
36. About this you may not speak. DCAP Genève oktober 2003
37. Big brother or Government Due Diligence Försvarshögskolan och British Embassy 2004
38. Twenty years after - Välkommen till Oceanien (I Festskrift till Reinhold Fahlbeck, 2005)
39. Report from an Autistic Country (Ethics and Intelligence, Washington DC 2006)
40. Sweden (i Farson/Gill/Phythian/Shpiro, PSI Handbook of Gloval Security and Intelligence, Volume 2, 2008)
41. Mänskliga rättigheter som varumärke (i Hartelius, Systemhotande brottslighet, Svenska Carnegieinstitutets jubileumsskrift 2007)
42. Vad har föräldrarna i skolan att göra? (i Case i samhällskunskap, Studentlitteratur 2008)
43. Intelligent Suicide? (GRI rapport 5-2008)
44. Science for sale – build or critize science as trademark (i Kungliga Vetenskapsakademin, Abuse and Misconduct in Science, 2007. Även GRI rapport 6-2008)
45. From Empathy to Autism. How Ignorance Became Norm. (i Law and Society, Scandinavian Studies in Law, Volume 53, 2008)
46. Hegemoniska revolutioner (I Hydén (red), Framtidsboken: Volym 1.0 "The Darling Conceptions of Your Time, utgiven under Creative Commons licens 2008)
47. I krig och kärlek? En intresserad amatörs reflektioner kring militär rättskipning och juridisk process (GRI-rapport 2009:2)
48. En man i grön hatt (delrapport för Polismyndigheten Västra Götaland, augusti 2010)
49. Uppdraget. En utredning om Illojal maktanvändning (Detournement de Pouvoir) som misslyckades p.g.a. illojal maktanvändning (GRI-rapport 2010:4)
50. Den professionelle juristen (Rättstrycket 2011)
51. Människa eller lort? (I festskrift till Anna Hollander. red. Lotti Ryberg Welander; Rätt, social sårbarhet och samhälleligt ansvar, 2012)
52. Samhällsförändring eller samhällsutveckling? Är det empirin som sviktar, alzheimer som drabbar minnet eller blir bara ryggraden mjukare med åren? I Gubbe. En sustainable genuskorrekt modernt digital hyllning till Håkan Hydén från några vänner (SPC swedlaw/stella-bianca.se open ource 2012:1. Finns såväl tryckt som i form av cd)
53. Intelligence and the Decision to go to War in Iraq: The Debate After 10 years – paper to the Bordeaux-meeting 2013 (2013)
54. Whistleblowers, Informanter och Integritetsbärare. Juridisk Tidskrift 2012-13 nr 4 s 806-826
55. Stolleland (i 800 ord till Rolf Solli, GRI-rapport 2013:1)